# Fluorid kryptonový
Fluorid kryptonový je hypotetická anorganická sloučenina s chemickým vzorcem KrF6.

## Historie
V roce 1933 předpověděl Linus Pauling, že těžší vzácné plyny budou schopny tvořit sloučeniny s fluorem a kyslíkem. Předpověděl také existenci fluoridu kryptonového. Dosud byl ze všech možných fluoridů kryptonu připraven pouze fluorid kryptonatý (KrF2). Je to bílá krystalická pevná látka, která se rozkládá za normálních teplot. Tato skutečnost vede k domněnce, že fluorid kryptonový je také nestabilní sloučenina.